# Nallachius phantomellus
Nallachius phantomellus är en insektsart som beskrevs av Adams 1970. Nallachius phantomellus ingår i släktet Nallachius och familjen Dilaridae. Inga underarter finns listade i Catalogue of Life.